# 円山大迂
円山 大迂（まるやま たいう、天保9年（1838年） – 大正5年11月5日（1916年））は、近代日本の篆刻家である。
名は真逸。名古屋の人。

## 略伝
名古屋の造り酒屋に生まれる。熊本など各地に住み、京都にて貫名海屋の門人となり、経学・書などを学ぶ。明治11年、上海に渡り徐三庚・楊峴に師事し篆刻を学んだ。帰国後、この新しい印風を日本に伝える。詩・書・画にも巧みであった。東京駿河台南甲賀丁に居宅を構える。

## 著作
- 『篆刻思源』

- 『学歩盦三集』（三冊一帙）
  - 『学歩盦印蛻』
  - 『学歩盦詩鈔』
  - 『学歩盦画譜』